# Selenia lunularia
Selenia lunularia là một loài bướm đêm trong họ Geometridae.

## Hình ảnh

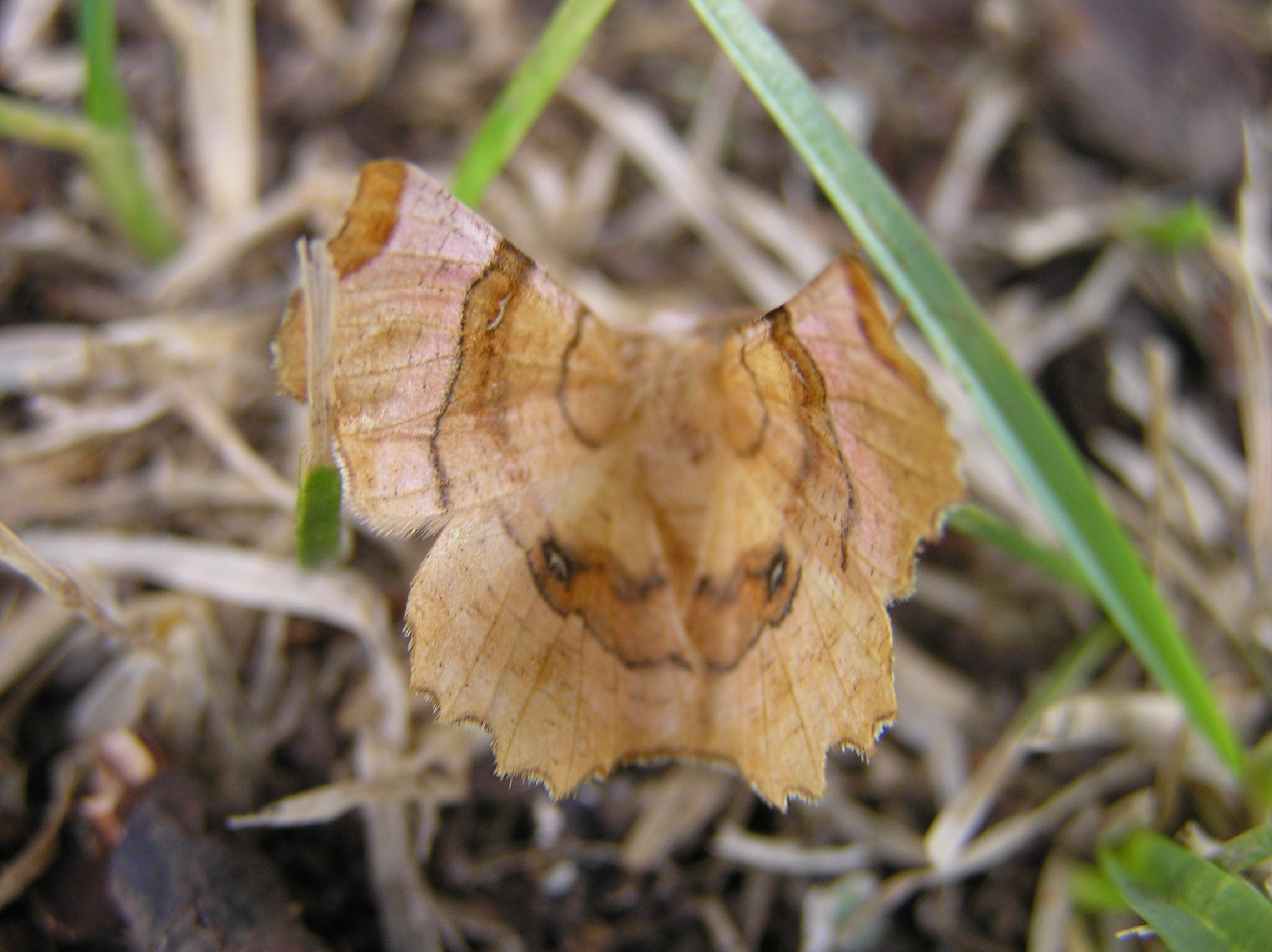
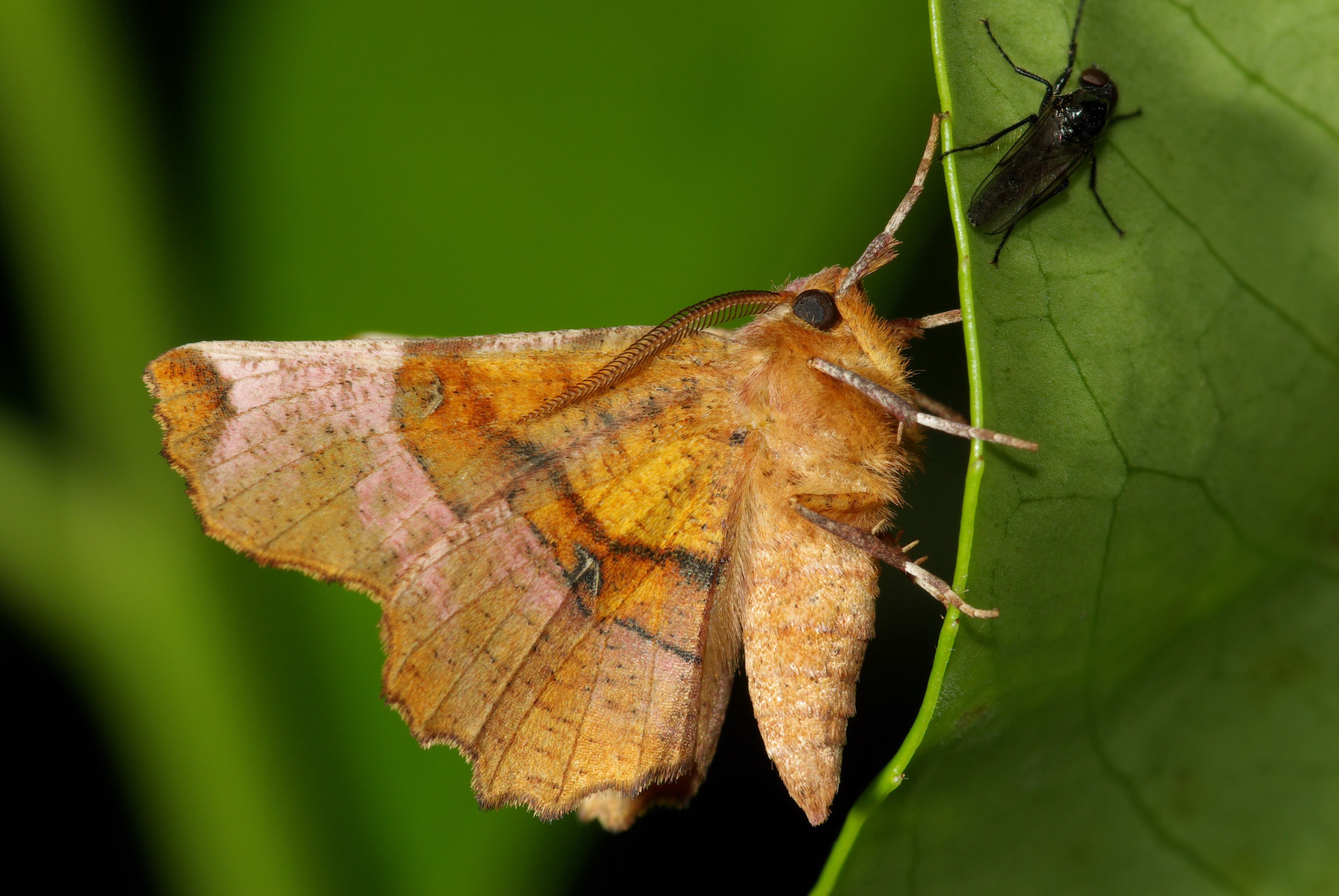
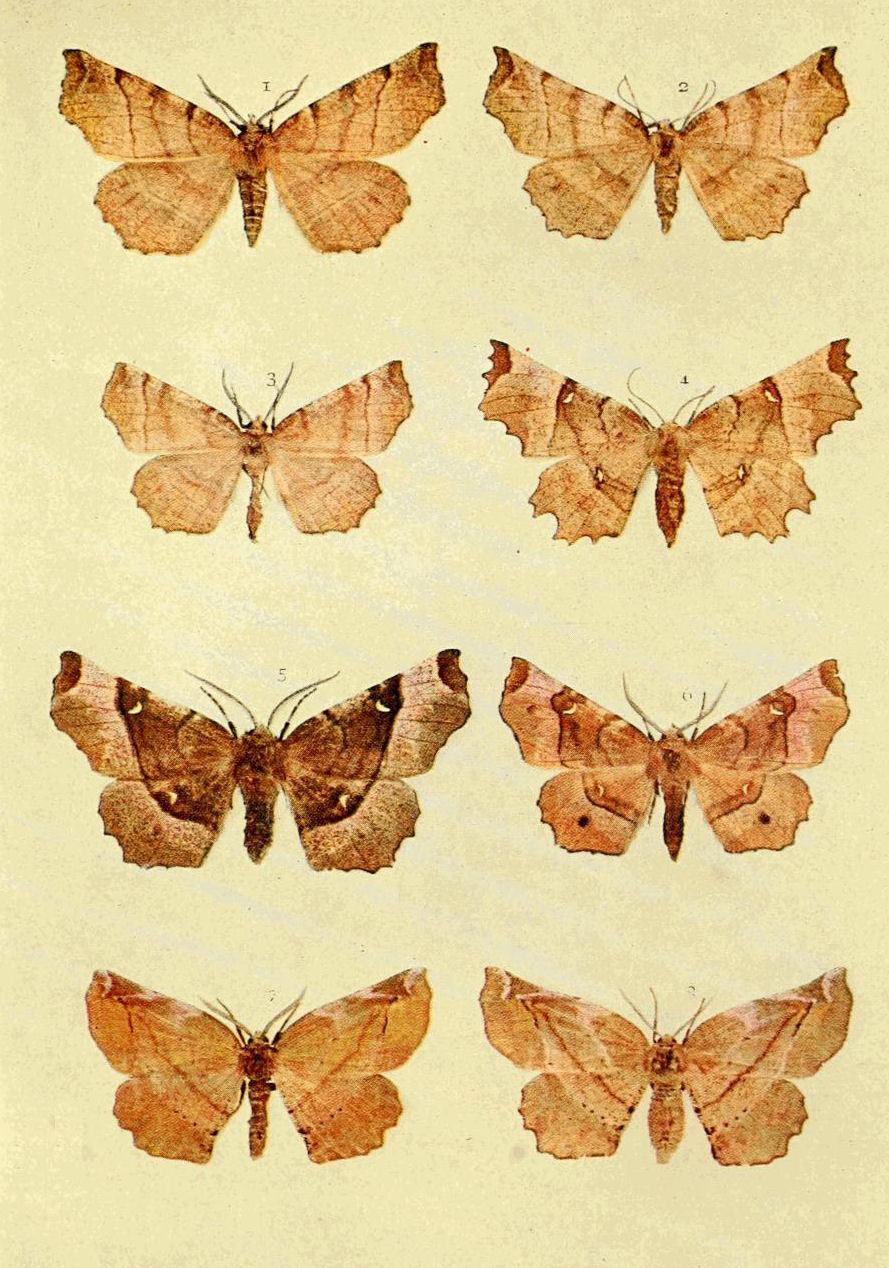
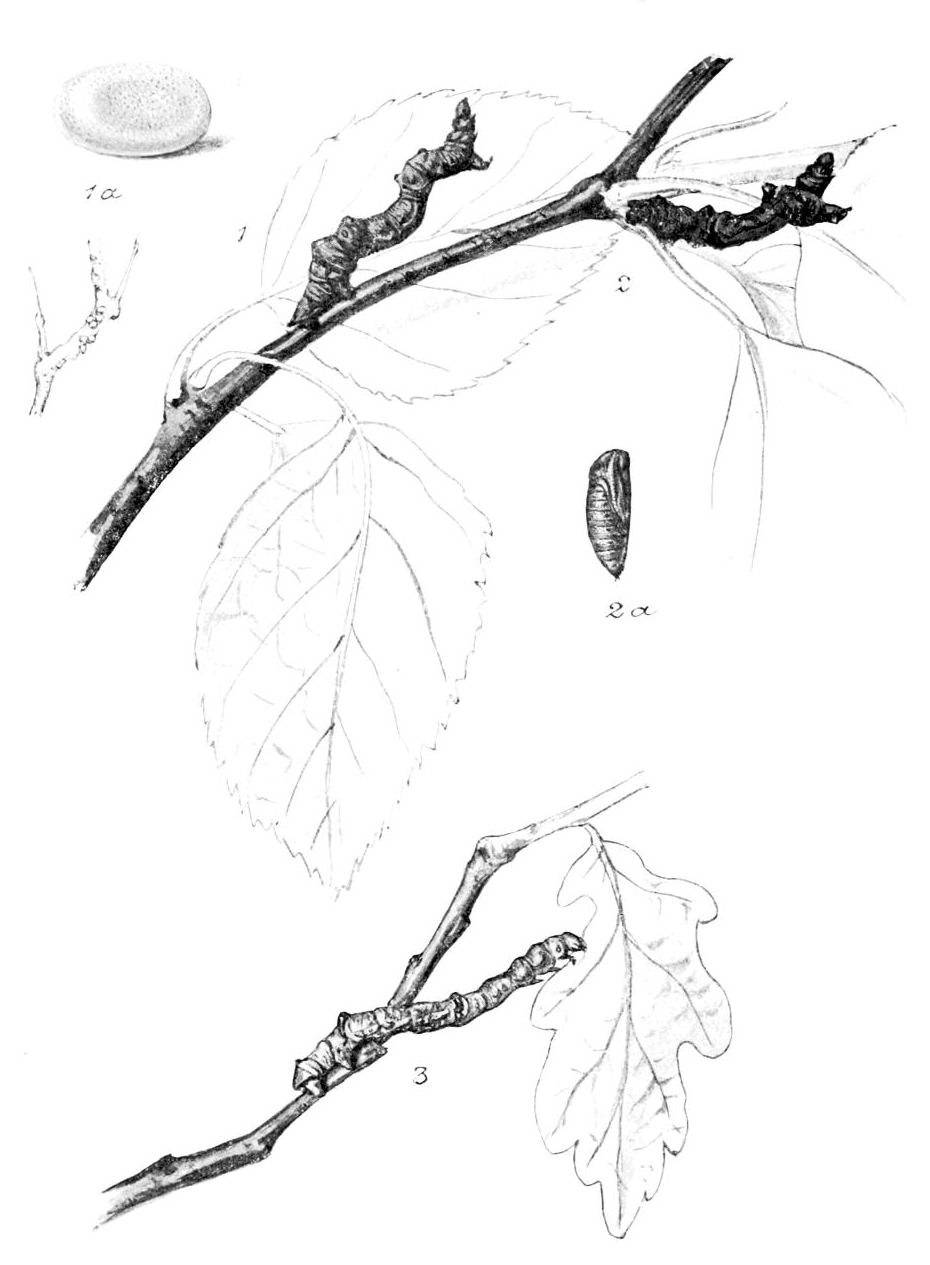